# Lisia Góra (województwo lubuskie)
Lisia Góra – wieś w Polsce położona w województwie lubuskim, w powiecie żarskim, w gminie Jasień przy drodze wojewódzkiej nr 294.
W latach 1975–1998 miejscowość administracyjnie należała do województwa zielonogórskiego.